# Reformierte Kirche Sevelen

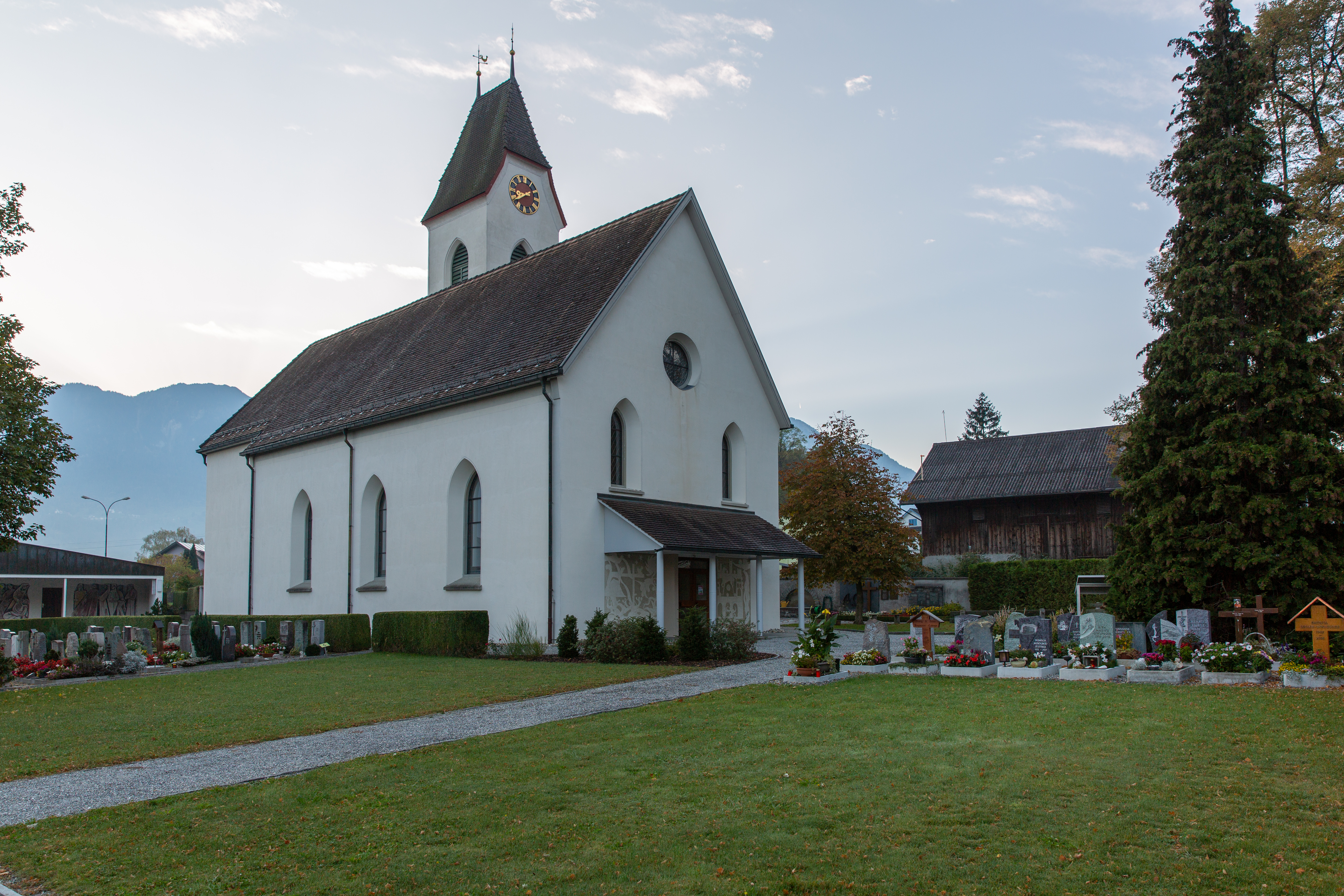
Reformierte Kirche Sevelen

Die Reformierte Kirche Sevelen ist ein evangelisch-reformiertes Gotteshaus in Sevelen im Kanton St. Gallen. Das Gebäude steht unter kantonalem Denkmalschutz.

## Geschichte

### Anfänge
Die ursprüngliche Kirche stand unter dem Patrozinium von Johannes dem Täufer. Der Chor wurde im 12. und 13. Jahrhundert im Stil der Gotik errichtet.
Im Jahre 1235 ist ein Leutpriester für Sevelen bezeugt. Das Kollaturrecht lag beim Kloster St. Luzius in Chur, bevor es an die Herren von Werdenberg überging. Als sich die Werdenberger 1515 gegen Glarus erhoben, war der damalige Pfarrer eine treibende Kraft der Rebellion. Er wurde im Schloss Werdenberg inhaftiert. Von 1517 an hatte für die folgenden Jahrhunderte der Stand Glarus das Besetzungsrecht für die Pfarrstelle. Im Jahre 1803 ging dieses Recht an die Regierung des neugeschaffenen Kantons St. Gallen über. Seit 1814 darf die Kirchgemeinde über ihre Versammlung den Pfarrer selbst wählen.

### Reformation
Sevelen schloss sich frühzeitig der Reformation. Während des Bauernaufstands von 1525 sympathisierten die Seveler mit dem linken Flügel der Reformation. In dem Zusammenhang versuchten sie die Glarner Oberherrschaft abzuschütteln, unterlagen aber. Nach der Berner Disputation von 1528 und unter der Einflussnahme der Glarner Herren bekannte sich Sevelen 1532 in einer Abstimmung definitiv zum neuen Glauben.

### Neuzeit
Die Seveler Dorfschule verdankt sich der Arbeit der Kirche. Im 17. Jahrhundert waren die Pfarrherren zugleich Lehrpersonen. Im Jahr 1720 unterrichteten insgesamt 3 Lehrer.
Im 18. Jahrhundert kamen durch junge Männer, die in holländischen Kolonien als Söldner Militärdienst geleistet hatten,  pietistische Einflüsse nach Sevelen. Dies führte dazu, dass Mitte des 19. Jahrhunderts im Pfarrhaus, das an der Kirche anliegt, Bibelstunden und Missionsvorträge gehalten wurden. Ein Frauenverein für freiwillige Armenpflege entstand und wurde 1944 neu gegründet wurde. Er existiert noch heute (Stand: 2012) als Krankenpflegeverein fort.
Am 25. März 1892 brach in einer Föhnnacht ein Dorfbrand aus, der 76 Häuser und die Kirche vernichtete. Der Chor blieb unbeschädigt, doch das Kirchenschiff wurde in grösserem Massstab wiederaufgebaut und mit stärkeren Fundamenten versehen. Im Zuge des Neubaus wurde eine Orgel auf der Empore eingebaut.
In den Jahren 1997–98 wurde die Kirche umfassend restauriert. 
2009 wurde der 86 Jahre alte Glockenstuhl aus Stahl durch eine Konstruktion aus Lärchenholz ersetzt. Den vier bestehenden Glocken wurde eine zusätzliche, kleinere Glocke zugefügt. Das Stimmbild der Glocken wurde durch neue Klöppel weicher.